# Capitán Juan Pagé
Capitán Juan Page es una localidad argentina de la provincia de Salta, dentro del departamento Rivadavia. Es un pequeño pueblo con gran mayoría de su población de la etnia originaria wichí.

## Ubicación
Se encuentra sobre las vías del Ferrocarril General Belgrano y la Ruta Nacional 81 cerca de la localidad de Los Blancos al oeste, y el límite con la Provincia de Formosa al este. El pueblo surge alrededor de la estación inaugurada en 1930. Por el ramal no circula más el tren, y el edificio de la estación ha desaparecido.

## Población
Contaba con 227 habitantes (Indec, 2001), lo que representa un leve descenso del 4,6% frente a los 238 habitantes (Indec, 1991) del censo anterior. Estas cifras incluyen a la Comunidad Wichi.

## Sismicidad
La sismicidad del área de Salta es frecuente y de intensidad baja, y un silencio sísmico de terremotos medios a graves cada 40 años